# Stade de l'Épopée
Lo Stade de l'Épopée è un impianto sportivo francese di Calais.
Costruito tra il 2007 e il 2008 su iniziativa della città di Calais, affinché fungesse da impianto casalingo per il club locale del Calais RUFC, lo stadio prende il nome dalla storica impresa compiuta dalla squadra nei primi anni 2000, quando riuscì a raggiungere la finale della Coppa di Francia 1999-2000.
Lo stadio è stato costruito tra il 2007 e il 2008 su iniziativa della città di Calais, con l’obiettivo di fornire un impianto moderno alla squadra locale del Calais RUFC. La struttura prende il nome dalla storica impresa compiuta dal club nei primi anni 2000, quando, da squadra dilettantistica, riuscì a raggiungere la finale della Coppa di Francia 1999-2000.  Fino alla sua dissoluzione nel 2017, il Calais RUFC utilizzò lo stadio come sede delle proprie partite casalinghe; successivamente, a partire dal 2023, la struttura è divenuta l’impianto del neocostituito RC Calais.
Per due volte lo stadio ha ospitato la finale della coppa di Francia femminile: nel 2014-2015 e nel 2024-2025.